# Adrian Kleinlosen
Adrian Kleinlosen (* 23. Dezember 1987 in Wyk auf Föhr) ist ein deutscher Komponist, Musikwissenschaftler und Jazzposaunist.

## Leben und Wirken
Kleinlosen begann, nachdem er bereits zuvor mehrere Jahre Klavierunterricht hatte, im Alter von 9 Jahren mit dem Posaunenspiel. Mehrfach nahm er erfolgreich an Wettbewerben teil, insbesondere Jugend musiziert und Jugend jazzt. Mit 14 Jahren wurde er Mitglied im Landesjugendsinfonieorchester Schleswig-Holstein und im Landesjugendjazzorchester Schleswig-Holstein; mit 18 Jahren wurde er ins Bundesjazzorchester aufgenommen. 
Kleinlosen studierte von 2007 bis 2011 Jazzposaune im Bachelorstudiengang an der Universität für Musik und darstellende Kunst Graz bei Ed Neumeister und im Nebenfach Komposition bei Ed Partyka. Sein Abschluss wurde mit der Bestnote und dem Würdigungspreis der Universität ausgezeichnet. Von 2011 bis 2013 studierte er im Masterstudiengang Komposition an der Hochschule Luzern bei Dieter Ammann und Ed Partyka mit dem Nebenfach Liturgische Musik. Er schloss ebenfalls mit der Bestnote ab. Zwischen September 2013 und 2015 absolvierte er das Meisterklassenexamen an der Hochschule für Musik und Theater „Felix Mendelssohn Bartholdy“ Leipzig bei Claus-Steffen Mahnkopf. 2021 wurde er ebenda mit einer Dissertation zum Thema „Morphologie in der Neuen Musik“ im Fach Musikwissenschaft promoviert. Er legte ferner ein musikwissenschaftliches Porträt von Nils Wogram, eine Untersuchung zur Kammermusik von Klaus Karl Hübler und eine Analyse der Klangwelten der Trios von Michael Wollny vor.
Als Komponist widmet Kleinlosen sich vermehrt dem Verfertigen instrumentaler Kammermusik; als Posaunist ist er im Grenzbereich zwischen Jazz und Neuer Musik angesiedelt und tritt regelmäßig mit Mark Weschenfelders Zwitschermaschine auf (System for Us, 2019). Sein Musiktheaterstück Zurück, zwei Dialoge erfuhr 2013 eine 15-fache Aufführung durch das Luzerner Theater. 2017 wurde sein Stück Schoscha for Euphonium and electronics mehrfach in Sachsen aufgeführt. Er ist weiterhin auf Alben von Peter Lenz Silent Flow, Johannes Maikranz’ Zeitbloom oder Aura: L Sculptures (mit Laura Winkler) und in Julian Pajzs’ Filmmusik zu Unter Strom zu hören.